# Pelodryadinae
Pelodryadinae — підродина жаб родини райкових (Hylidae). У деяких дослідження вважається окремою родиною Pelodryadidae.

## Поширення
Зустрічаються в Австралії та Новій Гвінеї, а також були завезені до Нової Каледонії, Гуаму, Нової Зеландії та Вануату.

## Систематика
Вважається, що ця підродина є сестринською групою до листових жаб з підродини Phyllomedusinae відомих у неотропіках. Вважається, що загальний предок обох підродин жив у ранній кайнозойській ері в Південній Америці, при цьому дві підродини відокремилися одна від одної в еоцені. Предки підродини Pelodryadinae, ймовірно, проникли до Австралазії через Антарктиду, яка на той час ще не була покрита льодом. Клада, що включає обидві підродини, є сестринською до родини Hylinae, від якої вони відокремилися на початку палеогену.

## Класифікація
До підродини відносять 226 видів у трьох родах:
- Litoria (106 видів)
- Nyctimystes (44 види)
- Ranoidea (71 вид)
- incertae sedis (5 видів)
  - «Litoria» castanea (Steindachner, 1867)
  - «Litoria» jeudii (Werner, 1901)
  - «Litoria» louisiadensis (Tyler, 1968)
  - «Litoria» obtusirostris Meyer, 1875
  - «Litoria» vagabunda (Peters and Doria, 1878)